# Brestova reka
Brestova reka (bulgariska: Брестова река) är ett vattendrag i Bulgarien.   Det ligger i regionen Sjumen, i den östra delen av landet, 300 km öster om huvudstaden Sofia.
Trakten runt Brestova reka består till största delen av jordbruksmark. Runt Brestova reka är det glesbefolkat, med 17 invånare per kvadratkilometer.